# 현무-3
현무-3(玄武-3)은 대한민국이 개발한 토마호크형 순항 미사일이다. 2006년 9월 대한민국 국방부는 미사일 이름을 "천룡"으로 바꿔 대한민국 언론에 공개했으며, 다른 이름은 "현무-3"다. 순항미사일은 개발 단계에서는 독수리, 실전배치되면서는 현무-3, 그리고 위장 명칭으로 천룡이라는 이름을 갖게 되었다.

## 역사
대한민국 핵개발 협박용으로 1970년대 미국이 미사일 탄도미사일의 사거리는 180, 탄두 중량은 500km 이내로 개발이 제한되었다. 이후 대한민국 정부는 미국에 미사일 재협상을 꾸준히 요구했고 2001년 김대중 정부 시절 미사일 기술 통제 체제(MTCR) 가입과 더불어 탄도미사일 사거리를 300km로 늘렸다. 이후 2012년 이명박 정부 시절 한미 미사일협정 2차 개정을 통해 사거리가 800km로 확대되어 북한 전역이 탄도미사일 사정거리에 들게 되었다.
탄도미사일은 사거리가 제한됨에 따라 탄두 중량이 500kg을 넘지 않으면 사거리에 관계없이 개발할 수 있고 미사일 지침의 제약을 받지 않는 크루즈 미사일 개발에 주력하기 시작했고, 그 결과로 사거리 500km '현무-3A', 사거리 1000km '현무-3B', 1,500km '현무-3C'가 개발되었다.

'현무-3'시리즈는 대한민국 국방과학연구소가 탐색·체계개발, 시험평가를 거쳐 LIG넥스원이 양산한다.

2006년 7월 7일, 사거리 500km인 지상발사형 순항미사일 현무3A를 개발중이며, 미국도 알고 있다고 최초로 국방부 출입기자들에게 공개했다. 지상형과 잠수함형을 배치할 것이라고 말했다.
현무3A는 러시아 기술이 사용된 것으로 알려졌는데, 2007년 러시아에서 새로운 R-500 순항 미사일을 사용하는 지상발사형 이스칸데르-K 미사일의 시험 발사가 실시되었다. 원래 러시아는 INF 조약으로 지상발사형 순항미사일을 개발할 수 없었다. 2000년 러시아는 잠수함 발사형 칼리브르 순항미사일을 한국에 판매하겠다고 제안했었다.
2012년 4월 19일, ADD 최초로 현무-3C를 공개했다. 국방과학연구소(ADD)가 2010년 현무-3C 개발에 성공하면서 한국은 미국, 러시아, 이스라엘에 이어 사거리 1,500㎞의 순항미사일을 보유한 4번째 국가가 됐다. 미국과 러시아는 INF 조약으로 지상발사형 중거리 순항미사일 보유가 금지되어 있고, 이스라엘의 팝아이 터보는 잠수함 발사형이어서, 지상발사형으로는 세계 최초라고 할 수 있다.
2012년 4월 28일, '국가재정전략회의'에서 김관진 국방장관이 현무-3 대량배치 계획을 보고했으며 이 대통령도 이를 승인했다. 5년간 2조 5,000억 원을 투입하기로 했다.

## 파생형
- 현무-3A: 사거리 500km, 길이 6m, 지름 53cm, 무게 1.5톤
- 현무-3B: 사거리 1,000km
- 현무-3C: 사거리 1,500km
- 현무-3D: 사거리 3,000km

## 발사 플랫폼
2006년 2월 대한민국 국방개혁 2020의 내용에 의하면 KD-3 이지스 구축함에는 48기의, 충무공이순신급 구축함(KD-2) 4번함 왕건함부터는 24기의 한국형 수직발사장치(KVLS)가 추가됨으로써홍상어 미사일과의 적절한 비율로의 탑재가 예상되고 있다. 잠대지 미사일의 사정거리는 500km이다. 1차로 육군형이 도입되었고, 해군형으로도 도입되었다. 2011년 2월 손원일급 잠수함에 함대지 순항 미사일 '청룡'을 잠수함 발사용으로 개량한 사거리 500km 잠대지 순항미사일을 운용중이다.
- 현무3 지대지 미사일 : 실전배치, 육군
- 현무3 함대지 미사일 : 실전배치, 해군
- 현무3 잠대지 미사일 : 실전배치, 해군

## 가격
현무-3 순항미사일은 한발에 40억원으로 알려졌다. 이에 대한 비판 보도가 있었는데, 미국 토마호크 미사일이 100만~150만 달러(11억~17억원)여서, 비싸다는 보도였다. 2017년 미국 토마호크 가격은 187만 달러 (22억원)이다. 독일에서 수입한 타우러스 미사일은 한발에 20억원이다.
JDAM 가운데 KF-16 전투기에 장착되는 GBU-31(사거리 24km, 무게 900kg)은 가격도 7,000만원 수준으로 고가의 미사일에 비해 저렴하다. 대체로 동급의 레이저 유도폭탄 페이브웨이의 40% 정도의 가격인 것으로 알려졌다. 현무-3 순항미사일에 비해 6배 싸다.
정밀유도무기는 현대전에서 매우 중요한 폭격 수단이다. 그러나 가격이 문제가 된다. 1991년 걸프전에서 정밀유도폭탄의 사용량은 10% 미만이었다. 페이브웨이의 가격이 비싸서 그렇다. 현무-3 순항미사일은 엄청나게 비싸다.
그래서 등장한 것이 F-35A 스텔스 전투기에 JDAM 2발을 장착하는 것이다. 매우 싸다. 레이더에 일체 포착이 안되며, 계속 목표물을 폭격하고 되돌아와 2발을 다시 장착하면 된다.

## 기원
세계 최초의 순항미사일은 2차대전 당시 독일의 V-1 비행폭탄이다. 이것을 전후에 미국이 카피하고 업그레이드 해서 미국 최초의 순항미사일 MGM-1 마타도르를 실전배치했다.

## 러시아

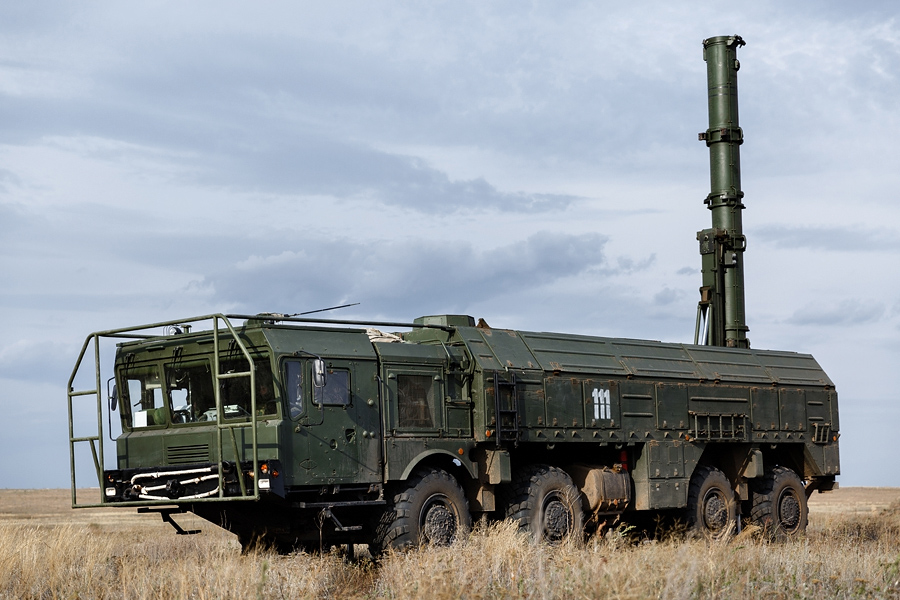
이스칸데르-M 차량에서 발사가능한 이스칸데르-K 순항미사일

1960년대 후반, 러시아 GosNIIAS 연구소는 고가의 초음속 대형 미사일들 보다는 아음속 소형 순항 미사일을 많이 배치하는 것이 훨씬 효율적이라는 결론을 내렸다. 1971년 라두가에서 공중 발사 순항 미사일 Kh-55를 개발하기 시작했다. Kh-55는 1976년에 초도비행했다. 1976년 9월 초도비행에 성공한 미국 AGM-86A ALCM 공중 발사 순항 미사일은 러시아에 큰 자극제가 되었다. 소련 공군은 1976년 12월 공중 발사 순항 미사일의 공식 소요제기를 하였다.
2000년 김대중 정부 당시, 러시아는 킬로급 잠수함 3척을 구매하면, 클럽 미사일(칼리브르 순항미사일)을 제공해 동북아 해상 군사력 판도를 바꿔 주겠다고 말했다. 그러나 한국은 킬로급을 도입하지 않았다. 그런데 2006년 한국은 러시아 기술의 사거리 500km 순항미사일 현무-3A 개발 완성을 발표했고, 2007년 러시아는 R-500이라는 지상발사형 순항미사일 이스칸데르-K를 최초로 시험발사했다. INF 조약 이후, 러시아는 지상발사형 순항미사일은 개발을 하지 않던 나라다.
2018년 기준으로, 한국은 사거리 3,000km 현무-3D 순항미사일을 개발 중이라고 보도되었다. 그런데 미국 트럼프 대통령은 러시아의 지상발사형 순항미사일 이스칸데르-K의 최신버전 SSC-8이 INF 조약을 심각하게 위반했다며, 미국이 조약을 폐기할 것이라고 말했다.
지상발사형 순항미사일 이스칸데르-K의 최신버전 SSC-8은 잠수함 발사형 클럽 미사일 최신형 3M14T를 지상발사형으로 개조한 것이다. 2015년 10월 7일, 러시아는 구축함에서 3M14T 순항미사일 26발을 11개의 시리아 반군 목표물에 발사했다. 최대속도 마하 3, 사거리 4,000km, 폭격기, 트럭, 구축함, 잠수함에서 발사할 수 있다. 항로 비행 중 회피기동을 147회 이상 할 수 있다. 최저고도 10m, 평균 20m 고도로 비행하며, 비행중에 항로를 변경하거나 목표물을 재설정할 수 있다.
한국과 러시아가 순항미사일을 공동으로 개발한다는 보도는 없지만, 한국의 현무-3가 러시아 기술이라는 보도는 있었으며, 우연인지는 몰라도, 개발방향, 개발일정이 비슷하다.

## 충격과 공포
토마호크 미사일로서 토마호크는 미군의 새로운 군사전략인 충격과 공포 교리의 핵심 수단이다. 정밀유도 재래식 순항미사일인 토마호크 미사일 수백발을 일시에 발사해 수분만에 핵폭격의 효과를 발생하게 하여 적국을 일시에 원시시대 수준의 암흑으로 만드는 개념이다. 충격과 공포 군사전략을 본격적으로 시행했다고 평가받는 2003년 이라크 침공 당시, 미국은 일시에 725발의 토마호크 미사일을 발사했다. 대당 130만 달러정도 하므로 대략 1조원 어치의 발사였다.

## 현무-3D
2017년 7월 5일, 한국은 사거리 3,000 km 현무-3D 순항미사일을 개발중이다. 2019년 말까지 현무-4와 함께 개발을 완료할 계획이다.
2020년 7월 15일, 군 당국자에 따르면 정부는 국방과학연구소 안흥시험장에서 서훈 청와대 안보실장 등이 참관한 가운데 이어도 쪽으로 현무-4 지대지 탄도탄 시험을 단행했다.
그런데, 이 현무-4는 현무-3D 순항미사일과 동시에 개발을 하겠다고 알려졌던 탄도미사일이다. 따라서, 현무-3D 순항미사일도 개발이 이미 완료된 것으로 보인다. 군 소식통에 따르면 현무-3D 순항미사일 개발은 이미 끝나고, 시험발사중일 것이라고 한다. 현무-4는 사정거리 500 km, 탄두중량 4t의 탄도미사일이다. 이 미사일의 탄두중량을 500 kg으로 줄이면 사거리 3,000 km 이상이 된다.

## 경과
- 2001년
  - 대한민국은 미국과 새로 합의한 한미 미사일 지침에 따라 크루즈 미사일의 경우 '탄두중량 500㎏'를 넘지 않으면 사거리에 제한 없이 개발할 수 있게 되었다.[11]
- 2003년 5월
  - 조영길 대한민국 국방부 장관은 '자주국방 비전 보고'를 통해 핵추진 잠수함의 조기 획득을 지시했다. 무기로는 선체 중간에 미사일 수직발사대(VLS) 12기를 장착하고 사정거리 500km의 한국형 잠대지 순항미사일을 탑재한다는 방안이 검토되었다고 한다.[12]
- 2006년 1월 31일
  - 대한민국 국군 소식통에 따르면, "현재 건조가 이뤄지고 있는 KDX-3 '한국형 이지스함'에 장착될 함대지 크루즈 미사일은 30여기에 달한다"고 한다. 전문가들은 이 미사일의 사정거리가 최소 500km에서 최대 1,500km 사이일 것으로 추정하고 있다.[13]
- 2006년 7월 7일
  - 윤광웅 대한민국 국방부 장관은 기자간담회에서 "크루즈 미사일을 연구개발할 생각을 갖고 있고, 미국 쪽도 이를 알고 있다"고 말했다.[11] 또한, "사거리 300km 이상의 크루즈 미사일을 개발하고 있으며 지난 3년간 10여 차례에 걸쳐 시험발사를 했다"고 말했다.[14]
- 2006년 9월 20일
  - 대한민국 국군 소식통은 20일 "북한 후방 지역에 있는 미사일 기지 등 주요 군사시설을 정확하게 파괴할 수 있는 크루즈(순항) 미사일을 개발했다"고 말했다. 군과 ADD는 최근 사거리 500km의 크루즈 미사일을 개발 완료했으며, 오는 10월 창설되는 유도탄사령부에 배치하고 손원일급 잠수함에도 탑재할 계획이다. 국방부는 그러나 크루즈 미사일의 시험발사 성공여부 등에 대해서는 확인을 거부했다. 군 당국은 5년 안에 미사일의 사정거리를 1,000km로 늘릴 계획이다. 천룡 개발로 대한민국 국군은 처음으로 크루즈 미사일을 갖게 됐다.[15]
- 2006년 9월 23일
  - 북한의 대표적인 대남매체인 <우리민족끼리>는 '김순호' 명의의 성명을 발표하여, 당시 개발된 500km급 순항미사일에 대한 거센 비난을 가했다.[16]
- 2006년 9월 28일
  - 대한민국 육군의 유도탄사령부가 중부지역에 정식 창설된다. 북한의 장사정포를 대응하는 총괄지휘부이며, 사령관은 소장급 장군이며, 현무 미사일, ATACMS, 다연장로켓포, 자주포, 천룡 순항 미사일등의 무기와 무인정찰기 등을 통합 운용한다. 자세한 것은 유도탄사령부 참조.[17]
- 2007년 10월 23일
  - 실제로 천룡 순항 미사일 500~1,000km를 실제로 보유한 것으로 알려졌다. 대한민국에서 장거리로는 미국, 러시아, 중국, 이스라엘, 프랑스, 영국 다음으로 간다.
- 2007년 11월 9일
  - 대한민국에서 1,500km의 사정거리를 가진 순항미사일을 개발을 추진 중에 있는 것으로 알려져 있다. 잠수함이나 함정에서 발사할 수 있는 미사일을 개발을 추진하였다.
- 2009년 10월 15일
  - 대한민국에서 유도탄사령부에 1,000km 순항 미사일을 실전 배치 중에 있다. 베이징과 도쿄를 잇는 사정 거리로서 북한 전역을 타격할 수 있다.
- 2010년 7월 17일
  - 대한민국군과 대한민국 국방과학연구소(ADD)에서 사정거리가 1,500km에 달하는 순항(크루즈) 미사일을 개발해 중부전선에 실전 배치했다.[18][19]

## 참고
1. ↑  https://news.naver.com/main/read.nhn?mode=LSD&mid=sec&sid1=102&oid=096&aid=0000263705
2. ↑  박민혁 기자 (2010년 7월 19일). “사거리 1500km 크루즈미사일 '현무-3C' 국내 개발”. 동아일보. 2011년 2월 9일에 확인함.
3. ↑  곽창렬 기자 (2010년 7월 10일). “사정거리 1500km '國産' 크루즈 미사일 실전배치”. 조선일보. 2011년 2월 9일에 확인함.
4. ↑  “Russia Tests Ground-Launched Cruise and Strategic Missiles on Same Day - June 1, 2007”. 2012년 11월 5일에 원본 문서에서 보존된 문서. 2013년 1월 26일에 확인함.
5. ↑  KD-2 1번함부터 3번함까지는 추후 한국형 수직발사장치(KVLS)가 장착될 예정이며
6. ↑  ‘잠수함 사령부’ 2015년 창설 보관됨 2004-10-15 - 웨이백 머신 경향신문 2006-01-06
7. ↑  2006년중 미사일 사령부 창설 검토중[깨진 링크(과거 내용 찾기)] 유용원의 군사세계 (http://bemil.chosun.com) 2005-04-28
8. ↑  함형건 기자 (2011년 2월 8일). “국산 잠대지 미사일 서해 배치...사거리 300km”. ytn. 2011년 2월 9일에 확인함.
9. ↑  이 시험발사의 성공 이후, 문재인 대통령이 23일 국방과학연구소를 방문해 미사일 개발을 칭찬했다.
10. 1 2  사거리 500km급 / 크루즈미사일 개발 [한겨레]2006-09-22 05판 06면 472자
11. ↑  강대국 견제할 최상의 '전략무기' 보관됨 2004-10-15 - 웨이백 머신 [경향신문] 2005-12-01
12. ↑  한국형 크루즈 미사일, 이지스함에 장착한다 보관됨 2004-10-15 - 웨이백 머신 데일리 서프라이즈 2006-01-31
13. ↑  북한 전지역 사정권 크루즈 미사일 개발 [동아일보]2006-09-22 45판 05면 477자
14. ↑  北후방 기지 정밀폭격 가능 크루즈 미사일 ‘천룡’ 개발 [문화일보]2006-09-21 03판 02면 923자
15. ↑  北, "누구를 겨냥한 전력증강인가" [브레이크뉴스]2006-09-24 00면 1165자
16. ↑  유도탄사령부 28일 중부지역에 창설 보관됨 2004-10-15 - 웨이백 머신 [연합뉴스 2006-09-27 14:30]
17. ↑  사정거리 1천500km '국산' 순항 미사일 개발배치[깨진 링크(과거 내용 찾기)]
18. ↑  사정거리 1500km 국산 크루즈 미사일 실전배치[깨진 링크(과거 내용 찾기)]

## 같이 보기
- 현무-1
- 현무-2
- 현무-4
- 토마호크 미사일
- SSM-700K 해성
- 대한민국의 탄도유도탄 개발사